# Flosmaris mutsuensis
Flosmaris mutsuensis is een zeeanemonensoort uit de familie Isophelliidae. De anemoon komt uit het geslacht Flosmaris. Flosmaris mutsuensis werd in 1938 voor het eerst wetenschappelijk beschreven door Uchida. 